# Praia de Itaparica

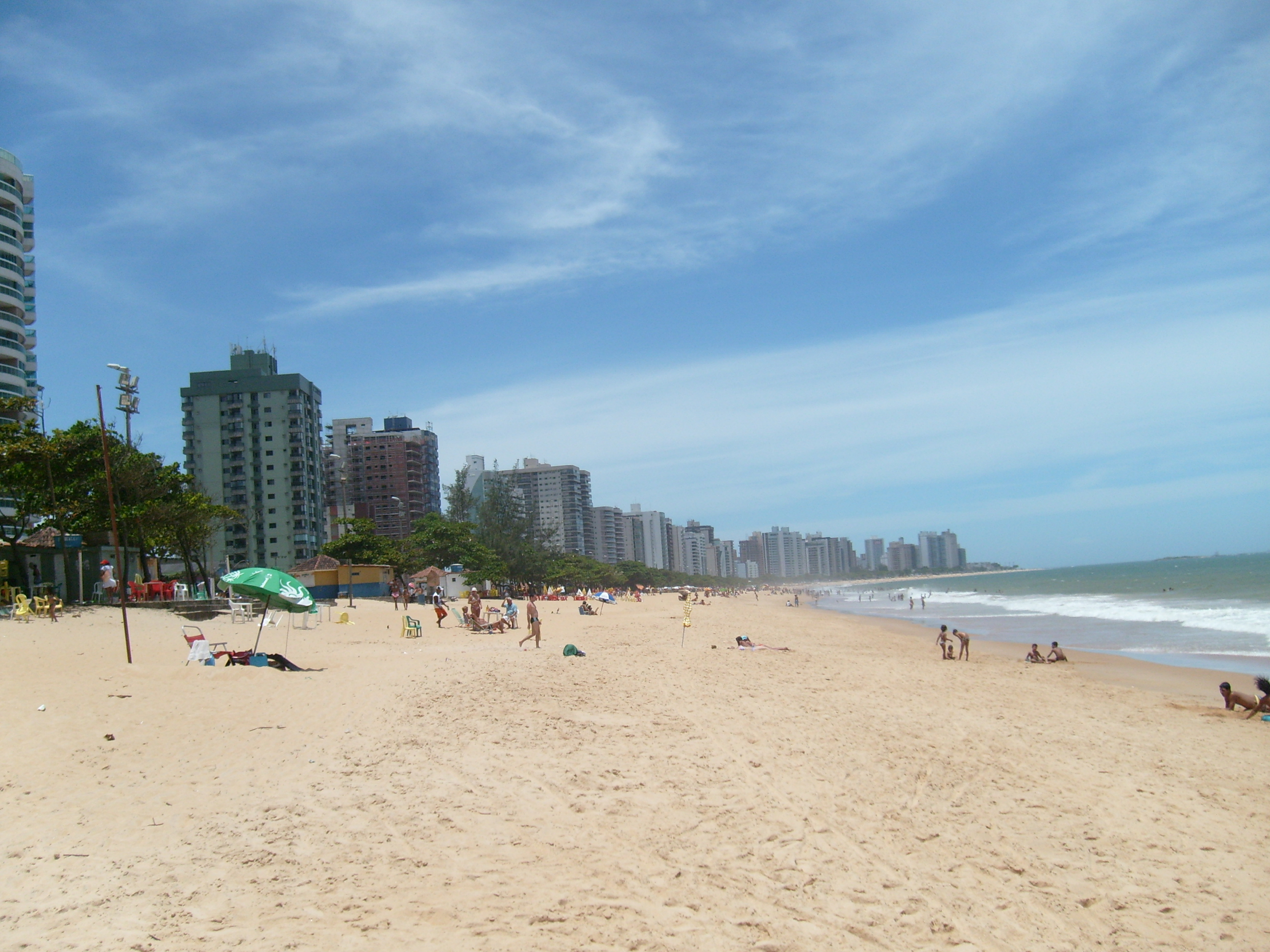
Praia de Itaparica

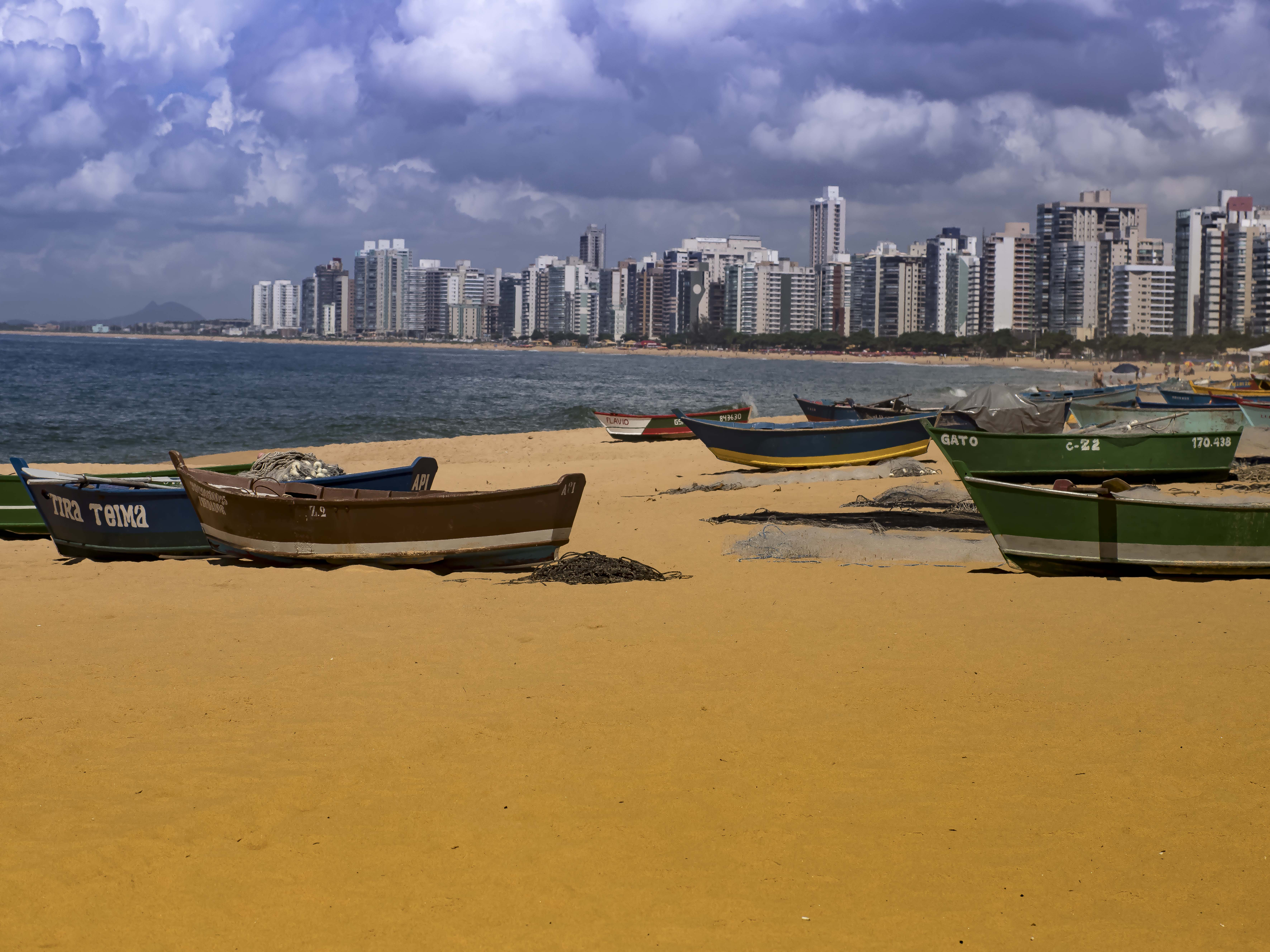
Canoas na Praia de Itaparica

A Praia de Itaparica é uma das praias da cidade de Vila Velha, estado do Espírito Santo, Brasil. Possui 3,5 quilômetros de extensão, fazendo parte da orla da cidade e dando continuidade à Praia de Itapoã e Praia da Costa. Sua extensão é marcada por diversos bares e restaurantes, vida noturna ativa e altos edifícios.
A praia é levemente curva, com águas transparentes e profundidade de 2 a 3 metros. Possui corais propícios à exploração pelo mergulho, os quais também propiciam a prática do surf ao gerarem ondas fortes. Encontra-se próxima à Praia da Barra do Jucu, onde acontecem os campeonatos de Surf da cidade, principalmente o Body boarding, com muitos praticantes do esporte.
A iluminação é boa, assim como o calçamento. Pela manhã, há grande movimento de banhistas e de pessoas fazendo caminhada, corrida, musculação, futebol de areia, futevôlei, vôlei, frescobol ou levando as crianças para brincar, enquanto à noite, de frequentadores dos restaurantes, bares e outras atrações como boliche e festas.
Durante períodos de feriados e férias, a praia conta com um contingente de guarda-vidas, já que ela possui ondas fortes.
Os restaurantes possuem um cardápio bem variado, que varia desde os pratos da cozinha italiana, fruto da histórica imigração italiana para o Brasil no início do século XIX, até a cozinha local, de origem indígena, com grande variedade de frutos do mar. Oferecem a popular Torta Capixaba, além do prato típico do estado, a Moqueca Capixaba.
No Reveillon, quase todas as praias de Vila Velha ficam lotadas, mas Praia de Itaparica se destaca, ao lado da Praia de Itapuã e da Praia da Costa, por sediar os principais eventos, como apresentação de bandas, shows pirotécnicos e contagem regressiva para o ano novo.